# Diódoto (orador)
Diódoto, filho de Êucrates, foi um orador ateniense, citado por Tucídides, que fez um discurso a favor do perdão para os rebeldes de Mitilene, durante a Guerra do Peloponeso.
Durante a guerra arquidâmica e após a morte de Péricles, Atenas e Esparta decidem escalonar a guerra. Esparta havia prometido ajuda à ilha de Lesbos caso eles se revoltassem contra Atenas, porém eles não cumpriram a promessa e, em 427 a.C., a ordem foi restaurada, e a assembleia de Atenas teve que decidir o destino dos prisioneiros de Mitilene.
Cleon propôs que os prisioneiros fossem executados, e suas mulheres e crianças vendidas como escravos.
Diódoto se opôs a Cleon, propondo o perdão para os rebeldes. Segundo Diódoto, executar os homens de Mitilene era justificável, porém a Assembleia não era uma corte legal, onde as pessoas deveriam decidir o que é justo, mas um local político, onde se deveria decidir se Mitilene poderia ser útil a Atenas. Se os homens fossem mortos, os futuros rebeldes tenderiam a lutar até a morte, sabendo que seriam mortos de qualquer modo, porém se a rendição de Mitilene fosse aceita, estes futuros rebeldes saberiam que haveria a possibilidade de negociar a rendição.
O discurso de Diódoto foi mais persuasivo, e apenas os "mais culpados", cerca de mil homens, foram executados.